# Liste der denkmalgeschützten Objekte in Schönberg im Stubaital
Die Liste der denkmalgeschützten Objekte in Schönberg im Stubaital enthält die 20 denkmalgeschützten, unbeweglichen Objekte der Gemeinde Schönberg im Stubaital.

## Denkmäler
| Foto |                 | Denkmal                                                                                        | Standort                                            | Beschreibung | Metadaten |
| ---- | --------------- | ---------------------------------------------------------------------------------------------- | --------------------------------------------------- | --- | --- |
| ja   | Datei hochladen | Gasthaus Alte Post HERIS-ID: 40187 Objekt-ID: 40084 TKK: 41729                                 | Brennerstraße 6 Standort KG: Schönberg              | Der Gasthof an der Brennerstraße wurde um 1850 erbaut. Das dreigeschoßige spätbiedermeierliche Gebäude ist mit einem Walmdach gedeckt. Die klassizistische Putzfassade ist durch einen leicht vorspringenden Mittelrisalit und Putzquaderung gegliedert. Der Schutzstatus wurde 2002 auf die straßenseitige Außenerscheinung reduziert. | BDA-Hist.: Q37993302 Status: Bescheid Stand der BDA-Liste: 2025-06-30 Name: Gasthaus Alte Post GstNr.: .51 Gasthof Alte Post (Schönberg im Stubaital)         |
| ja   | Datei hochladen | Bauernhaus, Stolzenhof HERIS-ID: 40186 Objekt-ID: 40083 TKK: 41728                             | Dorfstraße 2 Standort KG: Schönberg                 | Der Einhof am Ortsausgang Richtung Brenner war von 1797 bis 1813 Sitz des Landgerichtes Stubai. Das zweigeschoßige Haus mit ausgebautem Dachgeschoß und flachem Satteldach weist eine reich gegliederte Hauptfassade auf: Fenster mit Hohlkehlen, klassizistische Architekturmalerei und ein korbbogiges, abgefastes Portal mit doppelläufiger Freitreppe. Ein über zwei Geschoße reichendes barockes Wandbild zeigt Maria mit Kind in Wolkenaureole auf Mondsichel, Erdkugel und Schlange über einer Sonnenuhr. Im Inneren haben sich eine tonnengewölbte Küche und segmentbogige Türen erhalten.                                                            | BDA-Hist.: Q37993288 Status: Bescheid Stand der BDA-Liste: 2025-06-30 Name: Bauernhaus, Stolzenhof GstNr.: 135/4                                              |
| ja   | Datei hochladen | Widum HERIS-ID: 55878 Objekt-ID: 64769 TKK: 19320                                              | Dorfstraße 35 Standort KG: Schönberg                | Das Widum, das mit der Pfarrkirche ein bemerkenswertes Ensemble bildet, wurde 1753/1754 nach Plänen von Franz de Paula Penz erbaut. Der zweigeschoßige Bau mit Walmdach weist im Süden mit ein Rundbogenportal mit Sockeln, Kämpfern und Schlussstein auf. Die Fassaden sind mit qualitätvoller Architekturmalerei aus der Erbauungszeit geschmückt. Im Inneren haben sich zum Teil originale Stuckdecken erhalten. | BDA-Hist.: Q38068461 Status: § 2a Stand der BDA-Liste: 2025-06-30 Name: Widum GstNr.: .24                                                                     |
| ja   | Datei hochladen | Europa-Kapelle HERIS-ID: 45412 Objekt-ID: 46741 TKK: 41711                                     | Europabrücke-Parkplatz 6 Standort KG: Schönberg     | Die Kapelle an der Europabrücke wurde 1963 zum Gedenken an die beim Bau der Brücke tödlich verunglückten Arbeiter und Ingenieure errichtet. Der von Hubert Prachensky entworfene Bau besteht aus zwei keilförmigen ansteigenden Mauern aus unverputztem Naturstein, die spitzwinkelig zur als Glasfenster gebildeten Altarwand zusammenlaufen. Die gesamten Wände sind mit einem Freskenzyklus von Karl Plattner bedeckt, der Motive vom Brückenbau, die beiden Kapellenpatrone Johannes Nepomuk und Christophorus sowie Szenen aus der Geschichte und Mythologie Tirols und Europas zeigt.                                                                   | BDA-Hist.: Q18620942 Status: Bescheid Stand der BDA-Liste: 2025-06-30 Name: Europa-Kapelle GstNr.: 713 Europakapelle (Schönberg)                              |
| ja   | Datei hochladen | Römisches Straßenstück HERIS-ID: 89128 Objekt-ID: 103726                                       | bei Europabrücke-Parkplatz 6 Standort KG: Schönberg | Ein kleines Stück der über den Brenner führenden römischen Via Raetia, das unterhalb der Passhöhe ausgegraben wurde, wurde beim Parkplatz der Europabrücke neu verlegt. Es besteht aus großen Steinplatten, in die tiefe Fahrrillen eingeschliffen sind. | BDA-Hist.: Q109838293 Status: § 2a Stand der BDA-Liste: 2025-06-30 Name: Römisches Straßenstück GstNr.: 713                                                   |
| ja   | Datei hochladen | Friedhof christlich HERIS-ID: 88167 Objekt-ID: 102700 TKK: 41706                               | Kirchgasse 1 Standort KG: Schönberg                 | Der Friedhof rund um die Pfarrkirche wurde im 18. Jahrhundert angelegt und im 21. Jahrhundert erweitert. Darin befinden sich mehrere bedeutende Epitaphien, die Totenkapelle, ein Kriegerdenkmal und ein Friedhofskreuz vom Ende des 18. Jahrhunderts. Die Totenkapelle wurde 1979 anstelle eines älteren Baus errichtet. Der längliche Bau besteht aus zwei Baukörpern, die mit einem Walmdach bzw. Zeltdach gedeckt sind. | BDA-Hist.: Q37723879 Status: § 2a Stand der BDA-Liste: 2025-06-30 Name: Friedhof christlich GstNr.: 82, 84/2, 84/3                                            |
| ja   | Datei hochladen | Kath. Pfarrkirche Hl. Kreuz HERIS-ID: 55877 Objekt-ID: 64768 TKK: 19318                        | Kirchgasse 1 Standort KG: Schönberg                 | Die Kirche wurde 1748/49 nach Plänen von Franz de Paula Penz im Rokokostil errichtet. An das dreiachsige Langhaus schließen ein einachsiger Rundchor im Süden und ein Turm mit Zwiebelhelm an. Der Innenraum unter einer Stichkappentonne mit flachen Gurtbögen ist mit reichen, Bartlme Gratl zugeschriebenen Rocaillestuckaturen und 1752 geschaffenen Gewölbemalereien von Giuseppe le Grù und Franz Anton Leitenstorffer geschmückt. | BDA-Hist.: Q38068450 Status: § 2a Stand der BDA-Liste: 2025-06-30 Name: Kath. Pfarrkirche Hl. Kreuz GstNr.: .34 Pfarrkirche hl. Kreuz, Schönberg im Stubaital |
| ja   | Datei hochladen | Kretschy-Denkmal HERIS-ID: 40188 Objekt-ID: 40085 TKK: 41717                                   | bei Parkweg 3 Standort KG: Schönberg                | Das Denkmal für den Wiener Universitätsdozenten und Arzt Franz Kretschy (1846–1898) wurde um 1900 errichtet. Auf einer Pyramide aus Natursteinen befindet sich eine bronzene Porträtbüste Kretschys, darunter ein Engel mit Hoffnungsanker und Palmenzweig, der auf die Inschriftentafel weist. Die Bronzeskulpturen wurden von Johannes Benk entworfen und von Hans Froemmel gegossen. | BDA-Hist.: Q37993316 Status: Bescheid Stand der BDA-Liste: 2025-06-30 Name: Kretschy-Denkmal GstNr.: 554                                                      |
| ja   | Datei hochladen | Wittingwarte HERIS-ID: 40182 Objekt-ID: 40079 TKK: 41720                                       | nördlich Parkweg 10 Standort KG: Schönberg          | Die Aussichtswarte mit Blick Richtung Norden wurde 1890 von Alois Witting, dem Besitzer des nahegelegenen Hotels Jagerhof, nach Plänen des Innsbrucker Baumeisters Alfons Mayr errichtet. Der zweigeschoßige Holzbau über gemauertem Sockel ist mit einem vorkragenden Krüppelwalmdach auf vier profilierten Holzsäulen mit geschwungenen Kopfbändern gedeckt. Erd- und Obergeschoß sind über voneinander getrennte Holztreppen erschlossen, die Brüstungen sind mit in Laubsägearbeit ausgeschnittenen Brettern verschalt. Die Warte steht als charakteristisches Baudenkmal aus der Pionierzeit des Fremdenverkehrs in Tirol seit 1984 unter Denkmalschutz. | BDA-Hist.: Q37993234 Status: Bescheid Stand der BDA-Liste: 2025-06-30 Name: Wittingwarte GstNr.: 546/2                                                        |
| ja   | Datei hochladen | Gemeindeamt und Volksschule, ehem. Gasthof Domanig HERIS-ID: 40185 Objekt-ID: 40082 TKK: 41724 | Römerstraße 1 Standort KG: Schönberg                | Der ehemalige Gasthof Domanig im Ortszentrum stammt im Kern aus dem 16. Jahrhundert und wurde 1708 umgebaut. 1988–1990 wurde der Wirtschaftsteil an der West- und Nordseite für die Nutzung durch Volksschule, Gemeindeamt und Freiwillige Feuerwehr adaptiert. Der zweigeschoßige Bau ist an der Süd- und Westseite mit sechs Erkern gegliedert und weist an der Hauptfassade einen Bundwerkgiebel von 1708 und ein abgefastes Spitzbogenportal auf. Die barocken Fresken stammen aus der ersten Hälfte des 18. Jahrhunderts. | BDA-Hist.: Q37993276 Status: Bescheid Stand der BDA-Liste: 2025-06-30 Name: Gemeindeamt und Volksschule, ehem. Gasthof Domanig GstNr.: .23                    |
| ja   | Datei hochladen | Schöberl-Kapelle HERIS-ID: 89186 Objekt-ID: 103801 TKK: 41721                                  | bei Römerstraße 20 Standort KG: Schönberg           | Die Hauskapelle des Schöberlhofs wurde um 1700 erbaut. Das fensterlose Kapellhäuschen ist reich mit Barockmalereien dekoriert. | BDA-Hist.: Q37732382 Status: § 2a Stand der BDA-Liste: 2025-06-30 Name: Schöberl-Kapelle GstNr.: 509/2                                                        |
| ja   | Datei hochladen | Bauernhaus, Schöberlhof HERIS-ID: 40184 Objekt-ID: 40081 TKK: 41723                            | Römerstraße 24 Standort KG: Schönberg               | Der Einhof, der früher als Poststation diente, stammt im Kern aus dem 16. Jahrhundert. Die Eingangsfassade ist mit einem Rundbogenportal, einem über zwei Geschoße reichenden Rechteckerker mit abgefasten Kanten sowie Gurt- und Fenstergesimsen unregelmäßig gegliedert. Die klassizistische Fassadenmalerei mit Darstellung der heiligen Florian und Martin und von zwei Reitern wurde um 1800 geschaffen. Im Inneren haben sich ein Stichkappengewölbe und eine Holzbalkendecke erhalten. Die Hauskapelle gegenüber ist ebenfalls geschützt. | BDA-Hist.: Q37993262 Status: Bescheid Stand der BDA-Liste: 2025-06-30 Name: Bauernhaus, Schöberlhof GstNr.: .16                                               |
| BW   | Datei hochladen | Wohnhaus beim Ruetzwerk HERIS-ID: 62065 Objekt-ID: 74582 TKK: 20060seit 2013                   | Ruetzwerkstraße 7 Standort KG: Schönberg            | Direkt neben dem Maschinenhaus des Ruetzkraftwerks wurde 1909–1912 das Wohn- und Bürohaus für den Werksleiter bzw. Direktor der Werksanlage errichtet. Das Gebäude im Heimatstil ist mit Fenstern in tiefen Laibungen und Eckerkern gegliedert. | BDA-Hist.: Q43784751 Status: Bescheid Stand der BDA-Liste: 2025-06-30 Name: Wohnhaus beim Ruetzwerk GstNr.: .111                                              |
| ja   | Datei hochladen | Maschinenhaus des Ruetz-Kraftwerkes HERIS-ID: 32422 Objekt-ID: 29518 TKK: 16397                | Ruetzwerkstraße 8 Standort KG: Schönberg            | Das Ruetzkraftwerk wurde 1909–1912 zur Versorgung der Mittenwaldbahn nach Plänen von Josef Riehl und Ferdinand Mayr errichtet. Das Maschinenhaus ist ein historisierend gestalteter, monumentaler Baukomplex über rechteckigem Grundriss in Anlehnung an die Münchner Schule. Die Wandmalereien im Inneren wurden 1941 von Ernst Schroffenegger geschaffen. Die historische Maschinenausstattung ist teilweise erhalten. Als erstes großes Bahnkraftwerk in Österreich handelt es sich um ein bedeutendes Industriedenkmal. | BDA-Hist.: Q2174696 Status: Bescheid Stand der BDA-Liste: 2025-06-30 Name: Maschinenhaus des Ruetz-Kraftwerkes GstNr.: .110 Ruetzkraftwerk                    |
| ja   | Datei hochladen | Kath. Filialkirche Mariä Himmelfahrt in Unterberg HERIS-ID: 55876 Objekt-ID: 64767 TKK: 19321  | Ruetzwerkstraße 9 Standort KG: Schönberg            | Barockkirche von 1630, Wandmalereien um 1770 (Johann Nepomuk Pfaundler) | BDA-Hist.: Q38068439 Status: § 2a Stand der BDA-Liste: 2025-06-30 Name: Kath. Filialkirche Mariä Himmelfahrt in Unterberg GstNr.: .9                          |
| ja   | Datei hochladen | Stefansbrücke HERIS-ID: 85825 Objekt-ID: 100072 TKK: 41716                                     | Unterberg 16, in der Nähe Standort KG: Schönberg    | Die von 1842 bis 1846 erbaute Stephansbrücke der Brennerstraße ist die größte erhaltene Steinbrücke in Österreich. Sie überspannt mit einer Länge von 44 m und einer Höhe von 36 m die Ruetz. Der Bau wurde vom Ingenieur Leonhard von Liebener geplant und unter dem Architekten Alois Haas ausgeführt. Anmerkung: Die Stephansbrücke verbindet die Gemeinden Schönberg im Stubaital und Mutters. | BDA-Hist.: Q1702026 Status: § 2a Stand der BDA-Liste: 2025-06-30 Name: Stefansbrücke GstNr.: 648/1, 690 Stephansbrücke (Brenner)                              |
| ja   | Datei hochladen | Sog. Papstl HERIS-ID: 40189 Objekt-ID: 40087 TKK: 41714                                        | bei Unterberg 39 Standort KG: Schönberg             | Das klassizistische Steindenkmal beim Gasthaus Stephansbrücke wurde 1777 anlässlich der Erbauung der neuen Trasse der Schönbergstraße errichtet. Eine ovale Steinkartusche am Giebel erinnert an die Heimreise von Papst Pius VI. 1782 über den Brenner. | BDA-Hist.: Q37993329 Status: Bescheid Stand der BDA-Liste: 2025-06-30 Name: Sog. Papstl GstNr.: 650/3                                                         |
| ja   | Datei hochladen | Wohnhaus, Nedlhaushof HERIS-ID: 40190 Objekt-ID: 40088 TKK: 41731                              | Unterberg 30 Standort KG: Schönberg                 | Tirolerhof des 17./18. Jahrhunderts. Das Wohnhaus mit Mittelflurgrundriss. | BDA-Hist.: Q37993344 Status: Bescheid Stand der BDA-Liste: 2025-06-30 Name: Wohnhaus, Nedlhaushof GstNr.: .7                                                  |
| BW   | Datei hochladen | Prähistorische Siedlung Schönberg HERIS-ID: 46922 Objekt-ID: 49311 TKK:                        | Standort KG: Schönberg                              | | BDA-Hist.: Q38024780 Status: Bescheid Stand der BDA-Liste: 2025-06-30 Name: Prähistorische Siedlung Schönberg GstNr.: 570/2, 571                              |
| ja   | Datei hochladen | Rohrbrücke HERIS-ID: 86755 Objekt-ID: 101079 TKK: 41741                                        | Standort KG: Schönberg                              | Die Anfang des 20. Jahrhunderts errichtete Rohrbrücke dient als Zuleitung zum Kraftwerk Untere Sill in Innsbruck und Fußgängerbrücke. Sie verbindet über die Sillschlucht die Gemeinde Schönberg und den Innsbrucker Stadtteil Vill. | BDA-Hist.: Q37716815 Status: § 2a Stand der BDA-Liste: 2025-06-30 Name: Rohrbrücke GstNr.: 598/1, 689                                                         |